# Harpactes
Harpactes – rodzaj ptaków z rodziny trogonów (Trogonidae).

## Zasięg występowania
Rodzaj obejmuje gatunki występujące w Azji.

## Morfologia
Długość ciała 23–38 cm; masa ciała 34–120 g.

## Systematyka

### Etymologia
- Harpactes (Harpactor): gr. ἁρπακτης harpaktēs „bandyta, złodziej”, od ἁρπαζω harpazō „rabować”; w aluzji do krępego ciała i mocnego, głęboko naciętego dzioba sędzioła malabarskiego[7].
- Hapalurus: gr. ἁπαλος hapalos „delikatny”; ουρα oura „ogon”[8]. Gatunek typowy: Trogon diardii Temminck, 1826.
- Duvaucelius: Alfred Duvaucel (1796–1824), francuski przyrodnik, kolekcjoner z Sumatry i Indii[9]. Nomen nudum.
- Oreskios: gr. ορεσκιος oreskios „przebywający w górach”, od ορος oros, ορεος oreos „góra”; σκηναω skēnaō „zamieszkiwać”[10]. Nomen nudum.
- Pyrotrogon: gr. πυρ pur, πυρος puros „ogień”; rodzaj Trogon Brisson, 1760 (trogon)[11]. Nomen nudum.

### Podział systematyczny
Do rodzaju należą następujące gatunki:
- Harpactes oreskios (Temminck, 1823) – sędzioł złotobrzuchy
- Harpactes orrhophaeus (Cabanis & F. Heine Sr., 1863) – sędzioł czarnogłowy
- Harpactes duvaucelii (Temminck, 1824) – sędzioł czerwonorzytny
- Harpactes fasciatus (Pennant, 1769) – sędzioł malabarski
- Harpactes diardii (Temminck, 1832) – sędzioł obrożny
- Harpactes erythrocephalus (Gould, 1834) – sędzioł czerwonogłowy
- Harpactes wardi (Kinnear, 1927) – sędzioł asamski
- Harpactes whiteheadi Sharpe, 1888 – sędzioł czarnobrody
- Harpactes kasumba (Raffles, 1822) – sędzioł czarnoszyi
- Harpactes ardens (Temminck, 1826) – sędzioł filipiński